# Mario Monteverde
Mario Roberto Nicolás Monteverde (Buenos Aires, 1934-Buenos Aires, 27 de septiembre de 2007) fue un periodista, locutor y escritor argentino.

## Biografía
En 1953 egresó del Colegio Nacional de Buenos Aires. En 1956 se inició en el periodismo, en corresponsalías de diarios del interior y como cronista en la agencia Saporiti. En 1961 se inició como cronista parlamentario en radio Rivadavia, donde tuvo una extensa carrera.

## Locutor de radio y periodista
En los primeros años de la Revolución cubana fue periodista de la agencia de noticias Prensa Latina. Durante la Dictadura de Onganía, creó y dirigió el periódico Inédito, donde realizaba notas un político de la localidad de Chascomús llamado Raúl Alfonsín, quien firmaba sus notas con el pseudónimo de Alfonso Carrido Lura. El periódico completó los 100 números a lo largo del tiempo que duró la dictadura
A comienzos de los años setenta, Monteverde se destacó en el recordado programa De cara al país, que conducía en radio Rivadavia con el periodista José Gómez Fuentes.
Fue parte de la historia de esa radio, donde durante dos décadas fue el alma del Rotativo del aire. En esa misma emisora condujo el premiado y elogiado ciclo De cara al país y el Suplemento de medianoche.
En 1976 ―en el marco de la Dictadura de Videla― fue echado de radio Rivadavia por una camarilla prodictatorial. Debió exiliarse en Estados Unidos.
Ese año (1976) escribió Entorno y caída con el periodista Pablo Kandel.
En 1979 colaboró en las tareas que realizó en Argentina la Comisión Interamericana de Derechos Humanos.
En 1984, con el retorno de la democracia, su amigo, el presidente Raul Alfonsín, lo designó al frente de la agencia de noticias estatal Télam, hasta 1989.
En 1986 realizó la tarea que él consideraba más importante en su vida. Junto al dramaturgo Carlos Somigliana, compaginó y editó el Juicio a las juntas militares, que tituló "Señores, ¡de pie!" y que publicó, el 24 de diciembre de 1986.
Asimismo, tuvo a su cargo un programa de medianoche por Radio Municipal. También incursionó en la temática histórica. En la revista Todo es Historia, dirigida por Félix Luna, aparecieron: «Hábitos, instituciones y curiosidades radicales», que se publicó en el número 170 y «Balbín preso», que se publicó en el número 174. Fue asesor del bloque de diputados nacionales de la Unión Cívica Radical.
En 2005 comenzó el deterioro de su salud neurológica, debido a un alzhéimer. Fue internado en un geriátrico del barrio de Caballito. Falleció el 27 de septiembre de 2007 y sus restos reposan en el cementerio de Flores.

## Libros
- 1976: Entorno y caída.